# ショウ・マスト・ゴー・オン
「ショウ・マスト・ゴー・オン」（The Show Must Go On）は、イギリスのロック・バンド、クイーンが1991年に発表した楽曲。アルバム『イニュエンドウ』に収録され、『グレイテスト・ヒッツII』の先行シングルとして同年に発売された。
クレジットはクイーンだが、主にブライアン・メイによって書かれた。イギリスチャートで16位、フランスチャートで2位に入るなど、ヒットした。

## 解説
創作に当たっては、ロジャー・テイラーとジョン・ディーコンが弾いたコード進行を元に、ブライアン・メイがフレディ・マーキュリーとともに詞と曲を書き下ろしていった。この頃、フレディ・マーキュリーはエイズが進行し、すでに体調はかなり悪化していた。このため、当初作曲したブライアン・メイは、この曲はフレディには音が高すぎて歌えないかもしれないと考えていたが、ある日フレディの元にデモを持っていったところ、フレディが 'I'll fucking do it, darling' (ダーリン、僕はこの曲に全てを捧げるよ)と語ったという逸話がある。この逸話が物語るように、歌詞の内容は、命ある限りショーを続けなくては、と自分自身を勇気づけるものとなっている。ブライアンは、この曲でのフレディの歌唱は生涯最高のうちの一つだったと評価している。なお、第3ヴァースはプロデューサーのデイヴィッド・リチャーズの提案によりキーを変更している。
なお、ブライアンはギターとボーカルの他に、YAMAHA DX7を演奏している。

## プロモーション・ビデオ
この曲のプロモーション・ビデオは、1981年から1991年までのクイーンの楽曲のプロモーション・ビデオを組み合わせて作られ、曲のイメージとは反対にユニークな作りになっている。フレディの体調が芳しくないため、既存の素材を編集したものになったといわれている。このビデオはクイーン公式YouTubeチャンネルやDVD版『ジュエルズ』などで視聴することができる。

## ライブ・パフォーマンス
クイーンの正規メンバーでは演奏されたことはないが、1992年4月20日に行われたフレディ・マーキュリー追悼コンサートでは、ヴォーカルにエルトン・ジョン、リズムギターにトニー・アイオミ（ブラック・サバス）を迎えて演奏された。また、1997年にはパリで開催されたモーリス・ベジャールバレエ団「バレエ・フォー・ライフ」のオープニングイベントで、フレディとほぼ同時期にエイズで逝去した同バレエ団のダンサー・ジョルジュ・ドンに捧げるステージとして、エルトン・ジョンを再びボーカルに迎えライブ演奏された。このときの音源は『グレイテスト・ヒッツIII 〜フレディー・マーキュリーに捧ぐ〜』に収録されている。なお、このステージはジョン・ディーコンが参加した最後のステージとなった。その後も、この曲を気に入っているエルトン・ジョンは自身のコンサートでも好意的に取り上げ歌っている。
また2005年及び2008年のクイーン+ポール・ロジャースのツアーでも、ポールのヴォーカルにより演奏されている。ヨーロッパではこの曲の受けはよく、聴衆が大合唱するシーンが見受けられる。

## 収録曲

### イギリス盤
7インチレコード
1. ショウ・マスト・ゴー・オン - The Show Must Go On (Queen)
2. 炎のロックン・ロール - Keep Yourself Alive (May)

マキシシングル
1. ショウ・マスト・ゴー・オン - The Show Must Go On (Queen)
2. 炎のロックン・ロール - Keep Yourself Alive (May)
3. クイーン・トークス - Queen Talks

## チャート
| チャート (1991年-92年) | ピーク |
| ---------------------- | ------ |
| オーストラリア         | 75     |
| オランダ               | 7      |
| フランス               | 2      |
| ドイツ                 | 7      |
| アイルランド           | 17     |
| イタリア               | 5      |
| ニュージーランド       | 20     |
| ポーランド             | 3      |
| スウェーデン           | 30     |
| スイス                 | 11     |
| イギリス               | 16     |
| アメリカ               | 40     |

| 国/地域                                             | 認定 | 認定/売上数 |
| --------------------------------------------------- | ---- | ----------- |
| フランス (SNEP)                                     | Gold | 250,000*    |
| アメリカ合衆国 (RIAA)                               | Gold | 500,000^    |
| * 認定のみに基づく売上数 ^ 認定のみに基づく出荷枚数 |      |             |

## 担当
- フレディ・マーキュリー - リード・ボーカル
- ブライアン・メイ - エレクトリック・ギター、キーボード、プログラミング、コーラス
- ロジャー・テイラー - ドラムス、コーラス
- ジョン・ディーコン - ベース

## その他
- 俳優の渡辺謙は、『ラスト サムライ』の収録中、テンションを上げるためにこの曲を車の中で聞きながら撮影所に向かっていたという。なお、渡辺が主演・監督を務めたテレビドラマ『御家人斬九郎』の最終回で、この曲が使用された（2010年以降の再放送では使用されていない）。
- 2016年5月20日にセリーヌ・ディオンによってカバーされた音源がデジタル・シングルとしてリリースされた。このカバー版は、ケベック州では1位[16]、Canadian Hot 100で89位[17]を記録した。